# Розсошинці
Розсо́шинці — українське село у Черкаському районі Черкаської області, підпорядковане Чигиринській міській громаді. Населення 5136 чоловік.
На півночі село сусідить з селом Красносілля, на сході з селом Тіньки та з містом Чигирин на півдні.

## Населення

### Мова
Розподіл населення за рідною мовою за даними перепису 2001 року:
| Мова            | Відсоток |
| --------------- | -------- |
| українська      | 91,51%   |
| російська       | 5,19%    |
| вірменська      | 2,36%    |
| інші/не вказали | 0,94%    |

## Відомі люди
Село Розсошинці — Батьківщина Героя Радянського Союзу М. Н. Дейнеженка.
Юрченка Василя Климовича (1941—2000 рр.) — професора, доктора наук, завідувача кафедри фізіології Винницького аграрного Університету.

## Публікації
- Солодар О. Розсошенці, Мордва [Красносілля], Погорільці: [Історія сіл] //Чигирин. вісті. — 1997. — 23 лип.